# Britannia Trophy
Le Britannia Trophy est une récompense britannique décernée par le Royal Aero Club aux aviateurs ayant accompli les performances les plus méritoires dans le domaine de l'aviation au cours de l'année précédente.

## Historique
En 1911, Horatio Barber, membre fondateur du Royal Aero Club, reçoit 100 livres sterling pour un vol commercial. Ne voulant pas ternir son statut d'amateur, il offre l'argent au club pour le trophée.
Le premier prix a été décerné en 1913 au capitaine C.A.H Longcroft du Royal Flying Corps pour un vol sans escale de Montrose à Farnborough à bord d'un Royal Aircraft Factory BE2a. Le trophée n'a pas été décerné tous les ans, en particulier pendant la première et la deuxième guerre mondiale, et a été attribué conjointement et à des équipes, ainsi qu'à des individus.
En 1952, le Royal Aero Club a remis des plaques à tous les détenteurs survivants, qui n'avaient auparavant détenu le trophée que pendant un an et n'avaient pas reçu de souvenir permanent.

## Récipiendaires
| Année                | Récipiendaire                                                      | Réalisation | Aéronef |
| -------------------- | ------------------------------------------------------------------ | --- | --- |
| 1913                 | Cptn C. A. H. Longcroft, Royal Flying Corps                        | Vol sans escale de 445 miles, Montrose et Farnborough | RAE B.E.2a |
| 1914                 | Sqn Cdr J. W. Sedden, Royal Naval Air Service                      | Vol sans escale de 325 miles, de l'Île de Grain à Plymouth | Avions Farman |
| 1915-1918            | Non décerné                                                        | | |
| Cptn Sir John Alcock | Premier vol transatlantique, (décerné à titre posthume)            | Vickers Vimy | |
| 1920                 | Lt H. J. L. (Bert) Hinkler                                         | Vol sans escale de 650 miles, Croydon - Turin en 9 h 35 min | Avro Baby |
| 1921                 | Non décerné                                                        | | |
| 1922                 | F. P. Raynham                                                      | Vol plané de 1 h 53 min au départ de Firle | |
| 1923                 | Alan Cobham                                                        | Un voyage en avion du Moyen-Orient et de l'Afrique du Nord couvrant 12 000 miles en 130 heures | Airco DH.9C |
| 1924                 | wing commander Stanley Goble et le flight lieutenant Ivor McIntyre | Circumnavigation de l'Australie | Fairey III |
| 1925                 | Alan Cobham                                                        | Londres-Rangoun aller-retour, 17 000 miles en 210 heures de vol | de Havilland DH.50 |
| 1926                 | Sir Alan Cobham                                                    | Empire route survey flight Rochester to Melbourne | de Havilland DH.50J |
| 1927                 | Lt R. R. Bentley                                                   | Voyage de Londres au Cap - 7 250 miles | de Havilland DH.60 Moth |
| 1928                 | Lt H. J. L. (Bert) Hinkler                                         | Premier vol vers l'Australie à bord d'un avion léger. De Londres à Darwin - 11 005 miles en 15 jours | Avro 581E Avian |
| 1929                 | Hon. Dame Mary Bailey                                              | Vol aller-retour de Croydon à Cape Town, incluant une visite de l'Afrique du Sud – 18 000 miles | de Havilland DH.60 Moth |
| 1930                 | Sqn Ldr Charles Kingsford Smith                                    | Pour deux vols ; un vol transatlantique en direction de l'ouest de Dublin à Harbour Grace (Fokker) et de Heston à Darwin (Avro) | Fokker F.VIIb/3m et Avro 616 Avian IVA |
| 1931                 | Lt H. J. L. (Bert) Hinkler                                         | De New York à Londres via l'Amérique du Sud et l'Atlantique Sud, 10 560 miles | de Havilland DH.80A Puss Moth |
| 1932                 | Capt. C. F. Uwins                                                  | Record mondial d'altitude de classe C pour les avions de 43 976 pieds | Vickers Vespa |
| 1933                 | J. A. Mollison                                                     | Un vol de Lympne à Port Natal (Brésil), de 4 600 miles | de Havilland DH.80A Puss Moth |
| 1934                 | C. W. A. Scott et T. Campbell Black                                | Pour avoir remporté la section de vitesse de la MacRobertson Air Race de Mildenhall à Melbourne | de Havilland DH.88 Comet |
| 1935                 | Jean Batten                                                        | Un vol d'Angleterre vers l'Amérique du Sud, comprenant la traversée en solitaire de l'Atlantique Sud la plus rapide et la première par une femme | Percival Gull |
| 1936                 | Jean Batten                                                        | Un vol de l'Angleterre à la Nouvelle-Zélande, 14 000 miles | Percival Gull |
| 1937                 | Fg OffA.E. Clouston                                                | Pour deux vols ; la course Istres (Marseille) – Damas – Paris où il est arrivé quatrième, et pour un vol Londres - Le Cap de 45 heures avec un retour de 57 h 30 | de Havilland DH.88 Comet |
| 1938                 | Sqn Ldr R. Kellett                                                 | Record de vol longue distance d'Ismaïlia à Darwin | Vickers Wellesley |
| 1939                 | Alex Henshaw                                                       | Vol aller-retour record - Londres-Le Cap | Percival Mew Gull |
| 1940–1944            | Non attribué                                                       | | |
| 1945                 | Grp Cpt H. J. Wilson                                               | Record du monde de vitesse de 606 mph (975 km/h) à Herne Bay | Gloster Meteor IV |
| 1946                 | Grp Cpt E. M. Donaldson                                            | Record du monde de vitesse de 606 mph (975 km/h) à Littlehampton | Gloster Meteor IV |
| 1947                 | Sqn Ldr H. B. Martin and Sqn Ldr E. B. Sismore                     | Record de Londres à Cape Town en 21 h 32 min à 279 mph (449 km/h) | Havilland Mosquito PR34 (un Mosquito modifié avec des moteurs RR Merlin 113A de 1710 ch pour la « reconnaissance photographique dédiée ») |
| 1948                 | Grp Cpt John Cunningham                                            | Record d'altitude pour un avion de classe C à 59 445 pieds (18 119 m) | de Havilland Vampire (modifié) |
| 1949                 | Non attribué                                                       | | |
| 1950                 | P. A. Wills                                                        | À l'occasion de sa quatrième victoire aux Championnats nationaux britanniques de vol à voile | |
| 1951                 | Captain Oscar Philip Jones                                         | Pilote senior de la British Overseas Airways Corporation avec 30 ans d'expérience en tant que commandant de bord, ayant volé près de 20 000 heures et parcouru plus de 3 000 000 miles (4 800 000 km) | |
| 1952                 | Wg Cdr R. P. Beaumont, Flt Lt P. Hillwood and Sqn Ldr D. A. Watson | Première double traversée de l'Atlantique en 24 heures | English Electric Canberra B5 |
| 1953                 | R. L. E. Burton and Flt Lt D. H. Gannon                            | La victoire dans la section de vitesse de la course de Londres à Christchurch , en Nouvelle-Zélande (environ 11 781 miles (18 960 km)) | English Electric Canberra PR3 |
| 1954                 | Non attribué                                                       | | |
| 1955                 | Cpt J. W. Hackett and P. J. Moneypenny                             | Records établis pour un vol aller-retour Londres - New York avec une durée totale de 14 h 22 min | English Electric Canberra PR7 |
| 1956                 | L. P. Twiss                                                        | Record du monde de vitesse de 1 132 mph (1 822 km/h). Premier vol officiellement chronométré à plus de 1 000 mph (1 600 km/h) | Fairey Delta 2 |
| 1957                 | M. Randrup and W. Shirley                                          | Record d'altitude (pour un avion de classe C ) de 70 300 pieds (21 400 m) | English Electric Canberra B2 |
| 1958                 | Grp Cpt John Cunningham and P. Bugge                               | Vol de mise au point du De Havilland Comet | de Havilland Comet |
| 1959                 | No. 111 Squadron RAF                                               | Travaux de formation en démonstration acrobatique | Hawker Hunter F6 |
| 1960                 | T. W. Brooke-Smith                                                 | Premier décollage vertical, transition vers le vol normal et atterrissage vertical pour cet avion | Short SC.1 |
| 1961                 | Anne and D. Burns                                                  | Pour leurs exploits aux Championnats du monde de vol à voile | |
| 1962                 | Non attribué                                                       | | |
| 1963                 | A. W. Bedford                                                      | Réalisations en tant que pilote d'essai en chef de la Hawker Aircraft Company, notamment dans le développement d'avions VTOL | Hawker Siddeley P.1127 and Harrier |
| 1964                 | Non attribué                                                       | | |
| 1965                 | The Red Arrows                                                     | Service méritoire au sein d'une équipe de voltige aérienne | Folland Gnats |
| 1966                 | Non attribué                                                       | | |
| 1967                 | Sheila Scott                                                       | Pour l'établissement de plus de 100 records internationaux point à point | Piper Comanche[réf. nécessaire] |
| 1968                 | Sqn Ldr R. G. Hanna                                                | Direction des Red Arrows pendant trois saisons | Folland Gnat |
| 1969–1972            | Non attribué                                                       | | |
| 1973                 | D. P. Davies                                                       | Des certificats de navigabilité aux avions commerciaux lui ont été accordés pendant de nombreuses années en tant que pilote d'essai en chef de l'Air Registration Board | |
| 1974–1976            | Non attribué                                                       | | |
| 1977                 | N. Todd, B. Walpole and S. Bolton                                  | La mise au point, la planification et le vol du Concorde sur son premier service transatlantique supersonique de passagers | Concorde |
| 1978                 | Sqn Ldr D. G. Lee                                                  | Deux fois vainqueur des Championnats du monde de vol à voile | Schleicher ASW 17 |
| 1979                 | Non attribué                                                       | | |
| 1980                 | Julian Nott                                                        | Record du monde d'altitude en montgolfière de 16 805 m | La montgolfière « Innovation » est désormais exposée au Smithsonian National Air and Space Museum de l'aéroport de Dulles                 |
| 1981                 | Sqn Ldr D. G. Lee                                                  | Trois autres victoires aux Championnats du monde de vol à voile | Schempp-Hirth Nimbus-3 |
| 1982–1983            | Non attribué                                                       | | |
| 1984                 | St John Ambulance air wing                                         | Service exceptionnel depuis 1972 par leur équipe de 165 pilotes bénévoles dans le transport de plus de 700 transplantations cardiaques et hépatiques avec le personnel médical accompagnateur | |
| 1985                 | Équipe britannique de deltaplane[pas clair]                        | | |
| 1986                 | J. Egginton and D. Clews                                           | Record du monde de vitesse par section pour un hélicoptère 401 km/h (249 mph) | Westland Lynx |
| 1987                 | P. Lindstrand and R. Branson                                       | Première traversée transatlantique en montgolfière, 3 075 miles (4 949 km) en 31 heures 41 minutes. | Virgin Atlantic Flyer |
| 1988                 | Non attribué                                                       | | |
| 1989                 | Équipe britannique de deltaplane[pas clair]                        | | |
| 1990                 | Équipe britannique d'ULM[pas clair]                                | | |
| 1991                 | Non attribué                                                       | | |
| 1992                 | D. Cameron and R. Bayly                                            | Victoire de la première course transatlantique en ballon, du Maineau Portugal , 4 823 km (2 997 mi) en 124 h 34 min | Cameron R-77 Rozière balloon |
| 1993–1994            | Non attribué                                                       | | |
| 1995                 | Chris Rollings and Chris Pullen                                    | Premier vol en planeur de 1 000 km (620 miles) au Royaume-Uni. | Schleicher ASH 25E |
| 1996                 | Non attribué                                                       | | |
| 1997                 | David Bareford                                                     | Vingt ans de compétition en montgolfière, champion britannique, européen et mondial et médaille de bronze aux World Air Games | |
| 1998                 | Brian Milton                                                       | Tour du monde en ULM à ailes flexibles. Ce vol a traversé 25 pays et a duré quatre mois et 400 heures de vol. | Pegasus Quantum 912 |
| 1999                 | Brian Jones and Bertrand Piccard                                   | Premier tour du monde en ballon libre, qui se poursuivra pendant 4 jours supplémentaires pour parcourir 40 814 km (25 361 miles), soit une endurance de près de 20 jours. | Breitling Orbiter 3 |
| 2000                 | Jennifer Murray and Colin Bodill                                   | Course d'ULM contre hélicoptère autour du monde au profit de l'association caritative Operation Smile | Robinson R44 (hélicoptère Murray) et Mainair Blade (ULM Bodill)                                                                           |
| 2001                 | Équipe britannique d'ULM [pas clair]                               | Vainqueur des deuxièmes World Air Games et les huitièmes championnats du monde d'ULM | |
| 2002                 | Non attribué                                                       | | |
| 2003                 | Andrew Davis                                                       | Performances méritoires dans les compétitions en tant que pilote de planeur, y compris en étant, à partir de 1981, membre de l'équipe britannique de vol à voile pour douze championnats du monde, un record sans précédent | |
| 2004                 | Richard Meredith-Hardy                                             | Survol du mont Everest en ULM à transfert de poids | Pegasus Quantum (avec un moteur Rotax 914 turbocompressé)                                                                                 |
| 2005                 | David Hempleman-Adams                                              | Un nouveau record du monde d'altitude pour un dirigeable à nacelle ouverte (21 830 pieds (6 650 m)) | |
| 2006                 | Manuel Queiroz                                                     | Premier pilote britannique à avoir fait le tour du monde à bord d'un avion de fabrication artisanale | Van's RV-6 |
| 2007                 | John Williams                                                      | Pour les mises au point dans le domaine des sports de vol à voile et les trois plus longs vols de planeur au Royaume-Uni, augmentant la plus grande distance parcourue en une journée de 1 020 km (630 miles) à 1 540 km (960 miles) | |
| 2008                 | David Hempleman-Adams and Jonathan Mason                           | Gagnants de la Coupe aéronautique Gordon Bennett | |
| 2009                 | Cpt Paul Bonhomme                                                  | Vainqueur du Championnat du monde Red Bull de course aérienne | Zivko Edge 540 |
| 2010                 | Cpt Stephen Noujaim                                                | A battu les records du vol Londres-Le Cap et du voyage aller-retour pour les avions de moins de 1 000 kg (2 200 lb) | Van's RV-7 |
| 2011                 | David Sykes                                                        | Premier paraplégique à voler en solo de l'Angleterre à l'Australie | P&M Aviation Quik |
| 2012                 | Gerald Cooper                                                      | Performances méritoires en voltige culminant en 2012 en devenant Champion d'Europe de voltige illimitée | Xtreme Air XA-41 |
| 2013                 | Jon Hilton                                                         | Premier vol en ULM de la Grande-Bretagne au Canada et retour en Grande-Bretagne | Conception de vol CTSW |
| 2014                 | Richard Bird and Richard Foster                                    | Vol en ULM de Goodwood à Cape Town et retour à bord de leur ULM Comko C42. Partis le jour du Nouvel An, ils ont parcouru un total de 14 846 milles nautiques en 39 jours de vol, pour revenir le 14 mai. | ULM Comko C42 |
| 2015                 | Équipe britannique d'ULM                                           | L'équipe britannique d'ULM s'est surpassée aux FAI World Air Games 2015 à Dubaï. L'équipe britannique a raflé toutes les médailles, David Broom remportant l'or, Paul Dewhurst l'argent et Rees Keene le bronze, devant Mark Fowler en quatrième position, Rob Keene en sixième position et Chris Saysell en huitième place. | |
| 2016                 | Steve Edwards, David Hempleman-Adams and Frederik Paulsen          | Steve Edwards, David Hempleman-Adams et Frederik Paulsen ont décollé du pôle Nord géographique à bord d'une montgolfière Lindstrand 105 le 16 avril 2016. Le refroidissement éolien à la surface du pôle Nord était de -40°C, ce qui a provoqué le gel de toutes les jauges des bouteilles de carburant et du brûleur d'un des moteurs en position marche. Après une distance de 41,2 milles nautiques, l'équipage a atterri, a installé un abri d'urgence et s'est préparé une bonne tasse de thé. | Mongolfière Lindstrand 105 |
| 2017                 | Sacha Dench                                                        | Expédition « Vol des cygnes » : 7 000 km depuis l'Arctique russe jusqu'au Royaume-Uni en paramoteur, en suivant la migration des cygnes de Bewick. Au cours de cette aventure de protection de la nature, qui s'est déroulée dans 11 pays différents, elle est également devenue la première femme à traverser la Manche en paramoteur. | Paramoteur (parapente motorisé) |
| 2018                 | Peter Wilson                                                       | Peter Wilson a entrepris une série de trois voyages épiques à bord de son hélicoptère Robinson R66. Lors de son premier voyage en 2016, il a survolé l'Afrique en solo à bord d'un hélicoptère VFR, traversant 23 pays différents, parcourant 16 600 milles nautiques en 73 jours et établissant trois records du monde. Pour son deuxième voyage en 2017 avec Matthew Gallacher, ils ont voyagé vers l'est autour du monde en traversant 42 pays, parcourant 32 000 milles nautiques en 121 jours (11 600 milles nautiques au-dessus de l'eau) et établissant cinq autres records du monde. Le troisième voyage a débuté le 2 décembre 2018 autour de l'Amérique latine. . | Robinson R66 Helicopter |